# ألكساندر سيكوليتش
ألكساندر سيكوليتش (بالسلوفينية: Aleksander Sekulić)‏ مواليد 24 فبراير 1978 في ليوبليانا، هو مدرب كرة سلة سلوفيني ولاعب معتزل. لعب مع نادي سلوفان لكرة السلة من سنة 1996 إلى 2004، ثم لعب مع نادي كركا لكرة السلة في موسم 2010–2011.